# Clinopodium
Clinopodium és un gènere amb voltant d'unes 13 espècies d'angiospermes que pertany a la família de les lamiàcies. Les espècies de Clinopodium són utilitzades com aliment per a les larves d'alguns lepidòpters com ara Coleophora albitarsella.